# Christoph Jezler

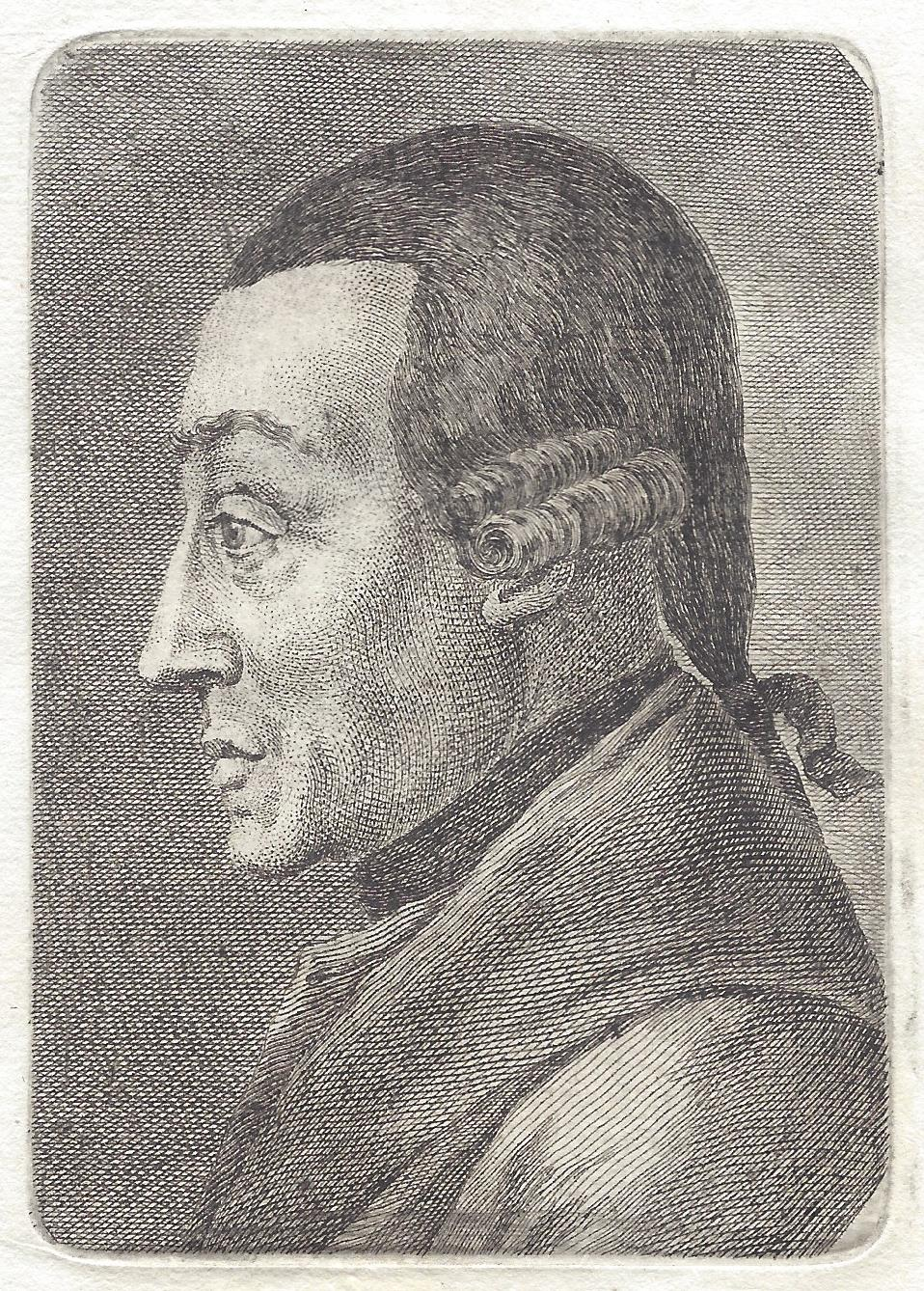
Christoph Jezler, Bauherr zu Schaffhausen 1766, Vignette.

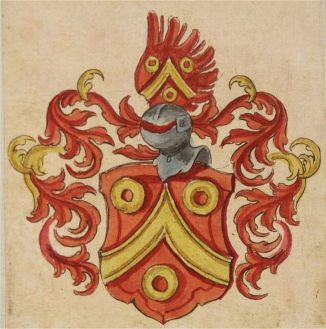
Christoph Jezler, Familienwappen, vor 1774

Christoph Jezler (* 20. Dezember 1734 in Schaffhausen; † 5. September 1791 am Säntis) war ein Schweizer Kürschner, Mathematiker, Physiker, Stadtbaumeister, Forstmeister und Philanthrop.

## Leben
Christoph Jezeler erlernte vom Vater vor die Wahl gestellt, Geistlicher zu werden oder den Beruf des Vaters zu ergreifen, das Kürschnerhandwerk. Seine Vorliebe für Mathematik und Technik und zahlreiche kleinere Erfindungen und Verbesserungen brachten ihm schon bald grosse Anerkennung. Nach dem Tod seines Vaters 1756 führte er den väterlichen Betrieb bis 1758 fort.
Von 1763 bis 1765 studierte er in Berlin bei Leonhard Euler Mathematik. Dessen Werk: Calcul Intègral schrieb er ab (1763), um es zu studieren, da der Druck erst zwei Jahre später erfolgen sollte (tatsächlich aber erst 1768). Im Sommer 1765 führte er auf einer Schweizer Reise Messungen mit einem selbst erfundenen Gefässbarometer durch.
Die Stadt Schaffhausen ernannte ihn 1766 zum Stadtbaumeister. In diesem Amt machte er sich durch Abschaffung von Missbräuchen Feinde und gab es am 18. August 1769 enttäuscht auf. Seine strengen, aufgeklärten und reformorientierten Handlungsweisen, die er 1766 in seiner Schrift „Eigenschaften und Pflichten eines allhiesigen Stadtbaumeisters“ darlegte, waren nicht überall gern gesehen.
Von 1771 bis 1772 erweiterte er seine Studien in Astronomie und Mathematik in Paris und London. Nach der Rückkehr vermass er die Schaffhauser Waldungen. Von 1774 bis 1786 war er Forstmeister. 1775 ernannte man ihn als Nachfolger von Thomas Spleiss zum Professor der Mathematik und 1778 auch der Physik am Schaffhauser Collegium Humanitatis, wo er dann unter anderem Lehrer von Johann Conrad Fischer war und mit Johannes von Müller bekannt wurde. 1776 reiste er wieder nach Berlin hier hatte er Kontakt mit dem Mathematiker und Naturwissenschaftler Johann Heinrich Lambert. Briefe von der Mathematikerin Anna Barbara Reinhart an ihn sind noch erhalten. Anschliessend hielt er sich in Wien auf, wo er das reformierte Wiener Waisenhaus kennen lernte.
Sein Wunsch war – vordringlich um sich von unbeantwortbaren Fragen des Seins – abzulenken, auch in Schaffhausen ein Waisenhaus zu errichten. 1788 rief er eine Waisenhausstiftung ins Leben, die er mit 10'000 Gulden, zwei Drittel seines Vermögens, ausstattete und übernahm die Leitung des Spitals. Das für das Waisenhaus vorgesehene Gebäude wurde nach seinen Plänen bis 1788 errichtet. In der Frage der künftigen Leitung überwarf er sich mit dem Rat der Stadt und trat am 29. April 1791 von der Leitung des Projekts zurück. Das fertige Gebäude wurde in der Folge anderweitig als Gymnasium genutzt. Christoph Jezler beschloss, sein Waisenhausprojekt in Deutschland zu verwirklichen. Vor der Reise nach Deutschland wollte er noch einmal die von ihm geliebten und erforschten Alpen besuchen.
Am 5. September 1791 verunglückte er beim Passieren einer Steilwand an der Südflanke der Hängeten am Säntis. Seine Leiche wurde erst am 14. September gefunden und in Gais im Kanton Appenzell Ausserrhoden bestattet. Eine Gedenkplatte wurde an der Absturzstelle angebracht und zuletzt 1889 erneuert.
Christoph Jezler war ledig geblieben.

## Schriften
- Eigenschaften und Pflichten eines allhiesigen Stadtbaumeisters, 1766
- Freye Gedanken über die Beschaffenheit unseres Waldwesens, 1770, Sonderdruck aus den Mitteilungen der Naturforschenden Gesellschaft Schaffhausen, Band XXII, Jahrgang 1947/48, Nr. 6, S. 173–262, Schaffhausen, Kühn, 1948
- Beschreibung der hölzernen Brükke über den Rhein, Winterthur, Steiner und Compagnie, 1778
- Plan zu einem Waisenhaus und Vorschlaege zur Ausfuehrung dieses Vorhabens, Schaffhausen, Hurter, 1779